# إسطركن شوكي
إسطركن شوكي أو برتقال القرد (الاسم العلمي:Strychnos spinosa) هو نوع من النباتات يتبع جنس الإسطركن من الفصيلة اللوغانية.

## الموطن والإنتشار
الإسطركن الشوكي موطنه الأصلي في أفريقيا الإستوائية وشبه الاستوائية. في أفريقيا الاستوائية تنمو هذه الفاكهة في الكيب الشرقية لكوازولو ناتال والموزمبيق و جزيرة سوازيلاند وزيمبابوي وشمال بوتسوانا وناميبيا الشمالية وشمال إفريقيا الاستوائية.

## الوصف
الإسطركن الشوكي هو شجرة شائكة صغيرة يصل طولها إلى المترين تقريباً ذات لحاء رمادي خشن يميل إلى تقشرات في قطاعات مستطيلة. الأفرع شاحبة ورقيقة مع جزء شائك وأوراق بيضاوية الشكل خضراء داكنة ولامعة. يحمل فواكه صفراء كثيرة البذور مليئة بالعصير ذو مذاق بين الحلو والحامض يشبه التفاح وهي فاكهة صالحة للأكل.

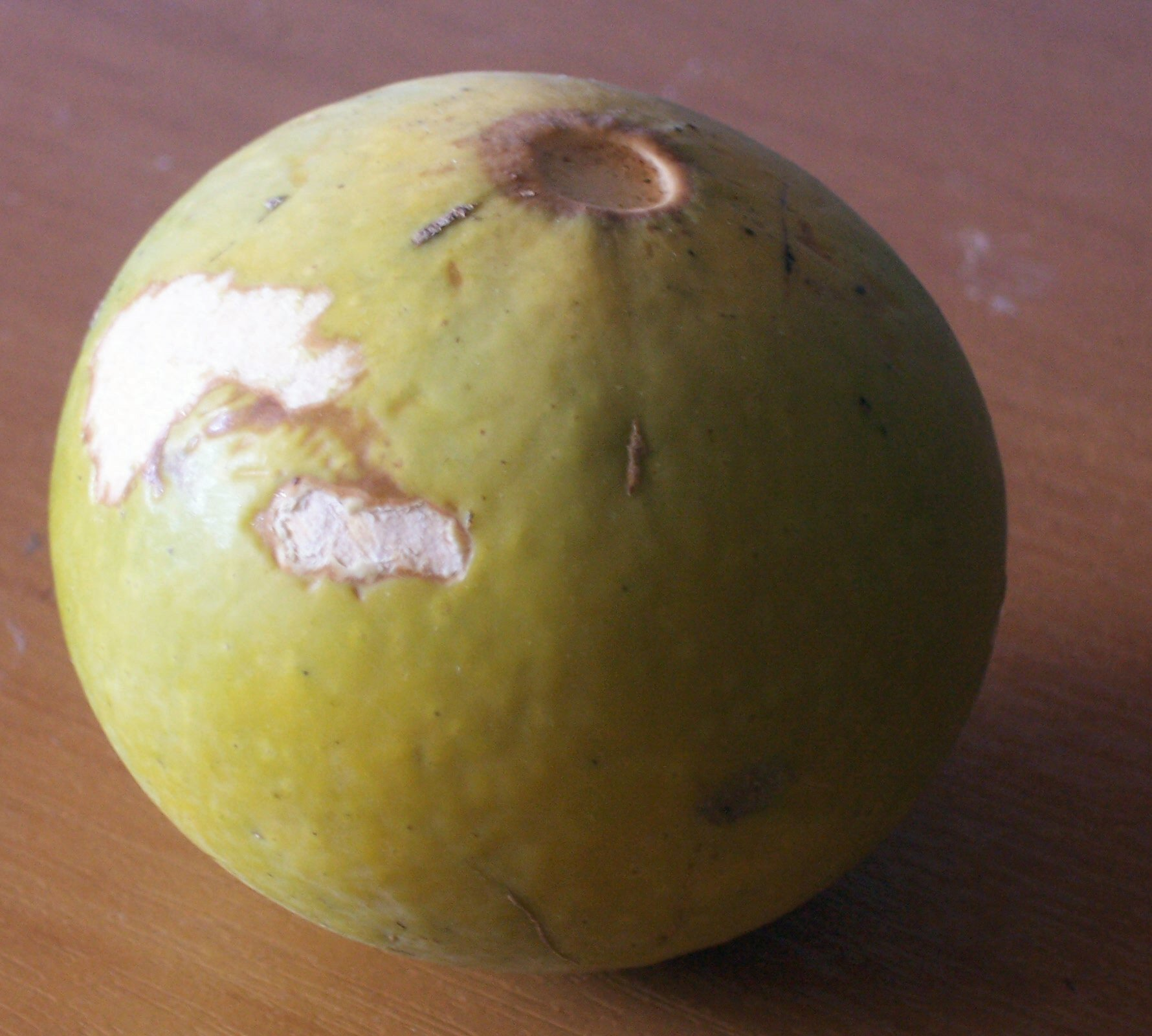
ثمرة ناضجة.
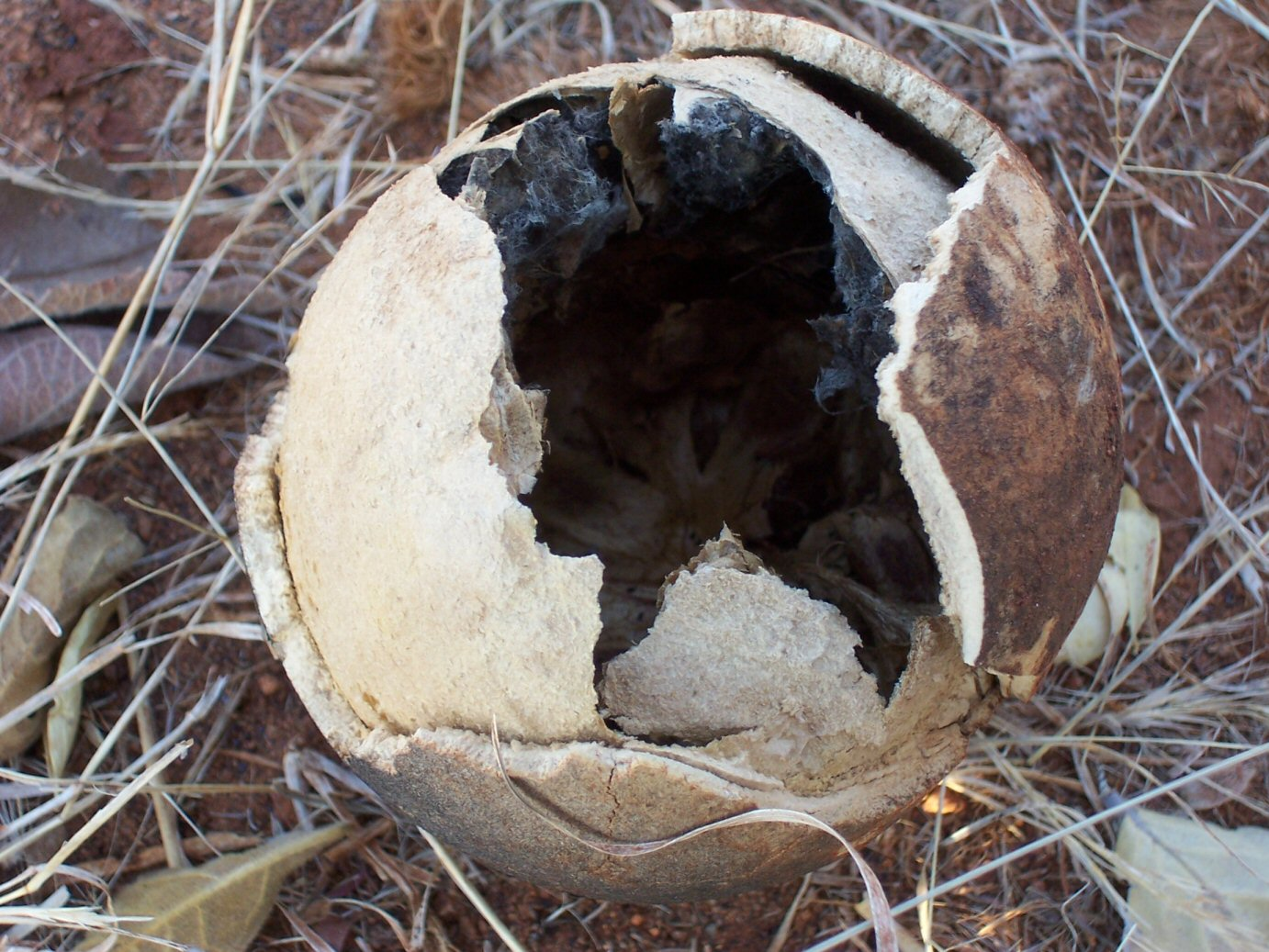
ثمرة جافة.